# 憶世界大冒險
《憶世界大冒險》，為臺灣動畫公司幻想曲數位內容的作品，為臺灣首部自製3D動畫長片，製作企畫時以「蝕憶巨獸」的名義領取行政院新聞局94年度「國產電影長片輔導金3D旗艦組」補助1000萬元，製作歷時五年，於2011年5月6日在臺灣上映。

## 獲獎記錄
- 俄羅斯BIMINI國際動畫影展入選（以蝕憶巨獸名義）[3]
- KLIFF吉隆坡國際影展最佳動畫片獎（以蝕憶巨獸名義）[4]
- 經濟部工業局 2011 年數位內容產品獎[5][6]

## 外部連結
- Yahoo奇摩電影上《憶世界大冒險》的資料（繁體中文）
- MSN娛樂上《憶世界大冒險》的資料（繁體中文）

- 開眼電影網上《憶世界大冒險》的資料（繁體中文）
- 豆瓣电影上《憶世界大冒險》的資料 （简体中文）
- 时光网上《憶世界大冒險》的資料（简体中文）
- 互联网电影数据库（IMDb）上《憶世界大冒險》的资料（英文）
- 《憶世界大冒險》官方部落格 （页面存档备份，存于）